# Aeroportul Garzê Gesar
Aeroportul Garzê Gesar (IATA: GZG, ICAO: ZUGZ) este un aeroport din Prefectura autonomă tibetană Garzê, Sichuan, Republica Populară Chineză ce deservește zona Garzê County⁠(d). Aeroportul a fost tranzitat în 2022 de 42.313 pasageri.
Situat la o altitudine de 4.068 m, aeroportul dispune de 1 pistă.

## Infrastructură

### Piste
Aeroportul dispune de o singură pistă. Pista are orientarea 12/30. 